# بلدية فيلاكا
بلدية فيلاكا هي بلدية في لاتفيا، بلغ عدد سكانها 4,873  نسمة وذلك حسب إحصائيات سنة 2017.